# Rhythmus (RDA)
L'initiative Rhythmus est une entreprise du Komitee für Unterhaltungskunst en RDA. L'objectif est de rendre la musique de danse à l'initiative de l'État plus populaire.

## Histoire
Au début des années 1970, le Komitee für Unterhaltungskunst est chargé « auprès des institutions concernées de trouver de nouvelles formes de musique de danse jeunes et efficaces grâce à la coopération concentrée de toutes les personnes impliquées ». La Rundfunk der DDR, notamment la rédactrice Luise Mirsch, élabore l'initiative avec la Deutscher Fernsehfunk et Amiga, le label de disques de la RDA, Amiga, qui se poursuit jusqu'en 1978.
En 1971, les résultats sont présentés pour la première fois lors d'un événement public à la Haus des Lehrers de Berlin-Est. Au début, on produit principalement du schlager, plus tard de la musique pop et rock. En plus des musiciens de la RDA, des interprètes des pays du Conseil d'assistance économique mutuelle sont présents. Des enregistrements de concerts des événements publics de Rhythmus sont régulièrement diffusés par la Deutscher Fernsehfunk.
Un total de 1151 titres sont produits dans le cadre de Rhythmus. Amiga publie des compilations entre 1971 et 1978. Seuls les artistes établis sont représentés à cette époque. Les productions sont celles de la Rundfunk ou d'Amiga. De nombreux titres publiés ne sont pas de la musique de danse originale. Les pochettes de disques montrent principalement des photos de représentations de danse fictives et ont des lettres courbes des titres Rhythm 71 à Rhythm 78.
Le dernier événement Rhythmus a lieu en 1978, après les musiciens peuvent sortir leurs propres albums.
Une autre initiative visant à promouvoir la musique de divertissement de cette époque est les "Tage der offenen Tür", des groupes sont découverts en 1969 dans des villes de la RDA. Une série de compilations publiées en même temps par Amiga sont les 16 compilations hallo-Schallplatten, publiées de 1972 à 1976 et contenant principalement de la musique rock.